# آتشفشان جالوا
آتشفشان جالوا یک کوه است که در اریتره واقع شده‌است. آتشفشان جالوا ۷۱۳ متر بالاتر از سطح دریا واقع شده‌است.